# Wasilij Danilewski
Wasilij Jakowlewicz Danilewski ros. Василий Яковлевич Данилевский; ur. 13/25 stycznia 1852 w Charkowie, zm. 25 lutego 1939 tamże) – rosyjski fizjolog. Jego bratem był biochemik Aleksandr Danilewski (1838–1923).
Ukończył studia na Uniwersytecie w Charkowie w 1874 roku. Jego dysertacja doktorska poświęcona była spontanicznej aktywności elektrycznej mózgu u zwierząt. Badania nad nią prowadził niezależnie od Richarda Catona, uznawanego za twórcę elektroencefalografii. W 1891 roku Danilewski uznał w pełni pierwszeństwo Catona. Od 1883 do 1909 na katedrze fizjologii. W 1915 roku opublikował podręcznik fizjologii.